# Kiskalota község
Kiskalota község (románul: Comuna Călățele) község Kolozs megyében, Romániában. Központja Kiskalota, beosztott falvai Bánffytelep, Kalotaújfalu, Magyarvalkó, Nagykalota.

## Fekvése
Kolozs megye északnyugati részén, a Vlegyásza-hegység lábánál helyezkedik el.

## Népessége
A 2011-es népszámlálás adatai alapján a község népessége 2243 fő volt, csökkenve a 2002-ben feljegyzett 2671 főhöz képest. A lakosság többsége román (77,66%), a magyarok részaránya 10,88%, a romáké 8,34%. Vallási hovatartozás szerint a lakosság 83,59%-a ortodox, 10,7%-a református, 1,6%-a pünkösdista.
1850-től a népesség alábbiak szerint alakult:
| Lakosok száma | 2124 | 2479 | 3377 | 3729 | 4647 | 4154 | 3791 | 2906 | 2243 | 2307 |
|               | 1850 | 1880 | 1910 | 1920 | 1941 | 1956 | 1977 | 1992 | 2011 | 2021 |

## Nevezetességei
A község területéről az alábbi műemlékek szerepelnek a romániai műemlékek jegyzékében:
- a bánffytelepi Mennybemenetel fatemplom (LMI-kódja CJ-II-m-B-07595)
- a magyarvalkói református templom (CJ-II-m-B-07807)

A magyarvalkói régi fatemplomot, ami szintén műemlék (CJ-II-m-B-07510), 1931-ben Egeresre szállították.

## Híres emberek
- Magyarvalkón született Miháltz Pál (1899–1988) Munkácsy-díjas festőművész.
- Nagykalotán született Alexandru Roșca (1906-1996) pszichológus, a Román Akadémia tagja.